# Улу Тойон
Улу Тойон (якут. Улуу Тойон; от тюрк.  — «великий господин») — антропоморфный глава злых духов (абасы), обитатель верхнего мира, покровитель шаманов в мифологии якутов.
Улу Тойон является отцом воронов, при этом сам нередко предстаёт в обличье ворона, в связи чем его называют величайший великий ворон господин (якут. Улуутуйар Улуу Суорун Тойон). Ассоциативная связь ворона и данного божества основывается на том, что по якутским поверьям ворону не свойственно спать, а зрение позволяло видеть сразу все миры, и всякий, съевший глаз этой птицы, не сможет уснуть. С помощью ворона Улу Тойон передал огонь людям, наделил последних душой (якут. сүр), при этом оставаясь незримым для смертных.
Являясь покровителем шаманов, Улу Тойон вершит справедливый суд, разрешая споры и наказывая обидевших того или иного шамана людей. Дети Улу Тойона и его жены Буус Дьалкын хотун (c якут. — ледяная госпожа с развалистой походкой) — главы девяти племён духов в южном небе, в мифах нередко связаны с животными, в частности, Ньандьи Дьянгха покровительствует телятам и маленьким детям.
Эргис Г. У. полагает, что из-за проявления добрых черт (наделение душой людей, передача огня, справедливый суд, шаманы-лекари) Улу Тойона следует причислять к числу Айыы. В то время как Кулаковский А. Е. отмечает, что по древним мифам Улу Тойон является Айыы, но в современной мифологии его следует причислять к абасы, к тому же чёрные шаманы обращаются к нему как к источнику болезней.
В ряде мифов помимо ворона Улу Тойон может перевоплощаться в других животных, преимущественно чёрного окраса — медведь, бык, жеребец, лось.